# MRPL1
MRPL1 (англ. Mitochondrial ribosomal protein L1) – білок, який кодується однойменним геном, розташованим у людей на короткому плечі 4-ї хромосоми.  Довжина поліпептидного ланцюга білка становить 325 амінокислот, а молекулярна маса — 36 909.
| 10         |  | 20         |  | 30         |  | 40         |  | 50         |
| ---------- |  | ---------- |  | ---------- |  | ---------- |  | ---------- |
| MAAAVRCMGR |  | ALIHHQRHSL |  | SKMVYQTSLC |  | SCSVNIRVPN |  | RHFAAATKSA |
| KKTKKGAKEK |  | TPDEKKDEIE |  | KIKAYPYMEG |  | EPEDDVYLKR |  | LYPRQIYEVE |
| KAVHLLKKFQ |  | ILDFTSPKQS |  | VYLDLTLDMA |  | LGKKKNVEPF |  | TSVLSLPYPF |
| ASEINKVAVF |  | TENASEVKIA |  | EENGAAFAGG |  | TSLIQKIWDD |  | EIVADFYVAV |
| PEIMPELNRL |  | RKKLNKKYPK |  | LSRNSIGRDI |  | PKMLELFKNG |  | HEIKVDEERE |
| NFLQTKIATL |  | DMSSDQIAAN |  | LQAVINEVCR |  | HRPLNLGPFV |  | VRAFLRSSTS |
| EGLLLKIDPL |  | LPKEVKNEES |  | EKEDA      |  |            |  |            |

A: Аланін

C: Цистеїн

D: Аспарагінова кислота

E: Глутамінова кислота

F: Фенілаланін

G: Гліцин

H: Гістидин

I: Ізолейцин

K: Лізин

L: Лейцин

M: Метіонін

N: Аспарагін

P: Пролін

Q: Глутамін

R: Аргінін

S: Серин

T: Треонін

V: Валін

W: Триптофан

Кодований геном білок за функціями належить до рибонуклеопротеїнів, рибосомних білків. 
Задіяний у такому біологічному процесі як поліморфізм. 
Локалізований у мітохондрії.